# Eremophila (plante)
Pour le genre d'oiseaux, voir Eremophila (oiseau).
Genre
Classification APG III (2009)
Eremophila est un genre de plantes à fleurs classiquement placé dans la famille des Myoporaceae, maintenant incluse dans la famille des Scrophulariaceae. Ce genre compte près de 214 espèces, toutes originaires d'Australie.

## Étymologie
Le nom de genre Eremophila dérive du grec ἔρεμος, eremos (désert) et φιλέω, philéô (« aimer ») pour définir un groupe de plantes qui vit principalement en zone désertique.

## Quelques espèces
- Eremophila abietina
- Eremophila alternifolia
- Eremophila bignoniiflora
- Eremophila bowmanii
- Eremophila brevifolia
- Eremophila debilis
- Eremophila clarkei
- Eremophila cuneifolia
- Eremophila debilis
- Eremophila decipiens
- Eremophila delisseri
- Eremophila deserti
- Eremophila dichroantha
- Eremophila denticulata
- Eremophila divaricata
- Eremophila duttonii
- Eremophila eriocalyx
- Eremophila fraseri
- Eremophila freelingii
- Eremophila glabra
- Eremophila hygrophana
- Eremophila lactea
- Eremophila laanii
- Eremophila latrobei
- Eremophila longifolia
- Eremophila macdonnellii
- Eremophila maculata
- Eremophila maitlandii
- Eremophila miniata
- Eremophila mitchellii
- Eremophila nivea
- Eremophila oldfieldii
- Eremophila oppositifolia
- Eremophila psilocalyx
- Eremophila racemosa
- Eremophila reticulata
- Eremophila scaberula
- Eremophila scoparia
- Eremophila subteretifolia
- Eremophila youngii